# Фернандо Мориентес
Фернандо Мориентес Санчес (на испански: Fernando Morientes Sánchez) е бивш испански футболист. Роден е на 5 април 1976 г. в град Килерос, провинция Касерес в Испания.

## Състезателна кариера
Мориентес започва своята професионална кариера на 17-годишна възраст в Албасете през 1993 г. Изкарва два сезона в клуба, като отбелязва 5 гола в 22 срещи. През 1995 г. преминава в Реал Сарагоса, където остава също два сезона. Започва да бележи редовно и за 66 изиграни срещи за клуба, Фернандо отбелязва 30 гола.
Добрите изяви на Мориентес за Сарагоса не остават незабелязани от испанските „грандове“. Така през лятото на 1997 г. нападателя преминава в Реал Мадрид за приблизително € 26.6 милиона.

### Реал Мадрид
В дебютния си сезон, Фернандо изиграва 33 срещи в които отбелязва 12 гола. Реал Мадрид печели Шампионската лига през същия сезон. Сезон 1998-99 г.също е успешен и Мориентес отбелязва 25 гола в 38 срещи.
През следващия сезон печели първата от двете си титли в Примера Дивисион с Реал Мадрид, отбелязва 10 гола и 4 в Шампионската лига, където губи в полуфинала от бъдещия победител в турнира - Байерн Мюнхен. Пропуска остатъка от сезона в Примера Дивисион поради контузия.
През сезон 2001/02 Реал остава втори след Валенсия, но въпреки това Мориентес продължава с добрите си изяви - 18 гола в 25 срещи, в шест от които влиза като резерва. Отбелязва пет гола в разгромната победа със 7-0 над Лас Палмас и само липса на късмет го лишава от отбелязването на втори хеттрик в края на мача.
Завършва сезона втори в листата на голмайсторите в Примера Дивисион, заедно с Патрик Клуйверт и след победителя Диего Тристан. Печели и Шампионската лига след победа над Байер Леверкузен.
През лятото на 2002 г., Реал Мадрид, подписва с бразилската суперзвезда Роналдо от Интер Милано. Това поражда слухове, че Мориентес скоро ще напускане клуба. От нападателя се интересуват отборите на Барселона и Тотнъм. Фернандо е на прага пред подписване с „каталунците“ за около € 22 милиона, но двете страни не стигат до споразумение относно заплатата на футболиста.
Накрая Мориентес решава да остане в Мадрид, макар и като резерва на нападателното дуо Роналдо - Раул. В началото на 2003 г. голмайстора се скарва с тогавашния мениджър Висенте Дел Боске по време на мач от Шампионската лига срещу Борусия Дортмунд. През януарския трансферен прозорец, въпреки непрекъснатите слухове за преминаване в Тотнъм, Реал Сарагоса, Рома и Милан, Мориентес остана в клуба до края на сезона. Спечелва втория си златен медал в Примера, като записва общо 15 мача (от които започва сам в три като титуляр) и отбелязва 5 гола.
В началото на сезон 2003/04, след обстойни, но в крайна сметка неуспешни преговори относно преминаване под наем в немската Бундеслига и Шалке 04, той отива под наем в отбора от Лига 1 - Монако. Представя се много добре като отбелязва 10 гола в 28 срещи в лигата. Прави своя удар като достига финал в Шампионската лига, но Монако го губи от Порто на Жозе Моуриньо. По ирония на съдбата, Монако срещна Реал Мадрид в четвъртфиналите. Мориентес вкарва важен гол за Монако в първия мач, който Реал печели с 4:2. След гола си на Сантяго Бернабеу, феновете на Реал Мадрид започват да го аплодират. В реванша отново вкарва и Монако печели с 3:1, като общият резултат от двата мача е 5:5. Мориентес бележи и един от головете за отстраняването на Челси на полуфинала. Става голмайстор на турнира Шампионска лига за същата година. След завръщането си в Реал Мадрид в началото на сезон 2004-05, надеждите на Мориентес да попадне сред титулярите са попарени – Реал връщат настоящия топ реализатор на Шампионска лига в отбора си просто за да го сложат на пейката и да не пречи на финансовите интереси на клуба. Кралският клуб привлича Майкъл Оуен. През януари 2005 г. Мориентес поема в посока Ливърпул за сумата от £ 6,3 милиона, и като част от сделката с Оуен.
През времето си прекарано в Реал Мадрид, Фернандо Мориентес изиграва общо 182 мача, в 70 от които влиза като смяна и отбелязва 82 гола.

### Ливърпул
Фернандо Мориентес прави дебюта си за клуба срещу съперниците от Манчестър Юнайтед. Вкарва първия си гол за Ливърпул на 1 февруари 2005 срещу Чарлтън. Взима участие в турнира за Купата на Шампионската лига, но не участва на финала при триумфа и победата срещу Милан.
Въпреки че Мориентес идва в Ливърпул с много добра репутация, неговият трансфер разочарова. Не успява да се приспособи към Примиершип и отбелязва само три гола за сезон 2004/05 сезона. В края на сезон 2005/06 преминава във Валенсия. През престоя си в отбора на Ливърпул, той отбелязва само 12 гола в 61 срещи. Въпреки това, той е част от отбора, спечелил ФА Къп за 2006 и Суперкупата на УЕФА за 2005 г.

### Валенсия
След трудния си сезон в Ливърпул, Мориентес преминава във Валенсия през юли 2006 г., а трансферната сума е £ 3 милиона. Тук той започва да си възвръща формата и още в първия си мач от Шампионската лига срещу Олимпиакос отбелязва хеттрик. С колегата си от Испанския Национален отбор - Давид Виля сформира нападателен тандем и отбелязва 18 гола от 28 мача в Примера, както и става голмайстор на Шампионската лига със седем гола.

## Успехи

### Клубни
- Реал Мадрид
  - Шампионска лига (3) – 1998, 2000, 2002
  - Междуконтинентална купа (2) – 1998, 2002
  - Суперкупа на УЕФА – 2002
  - Примера Дивисион (2) – 2001, 2003
  - Суперкупа на Испания (3) – 1997, 2001, 2003

- Монако
  - Голмайстор на Шампионска лига – 2003/04

- Ливърпул
  - Суперкупа на УЕФА – 2005
  - ФА Къп - 2006

- Валенсия
  - Купа на Испания – 2008

### Национален отбор
- Испания
  - Световно първенство 2002 – 1/4 финалист